# 陳熊 (成化進士)
陳熊（1433年—？），字祥孟，福建興化府莆田縣人，民籍，明朝政治人物。進士出身。

## 生平
早年出身國子生，福建鄉試第七十六名。成化十一年（1475年）乙未科會試第一百七十九名，殿試登進士第三甲第七十四名。

## 家族
曾祖父陳以達。祖父陳德明，曾任監察御史。父亲陳體忠。